# Der Amönenhof
Der Amönenhof ist ein deutsches Stummfilmmelodram aus dem Jahr 1919 mit Mia May in der Hauptrolle, geschrieben und produziert von ihrem Ehemann Joe May.

## Handlung
Der wohlhabende alte Kommerzienrat Reudnitz hat soeben den prachtvollen Amönenhof käuflich erworben, weil er damit seiner ebenso ehrpusseligen wie adelig-bornierten und prunksüchtigen Schwägerin Kordula von Genting ein ihrem Selbstverständnis angemessenes Ambiente verschaffen möchte. Um der dort residierenden kleinen Eva den gesellschaftlichen Schliff zu verpassen und ihr eine passende Gesellschafterin zukommen zu lassen, wird ein Fräulein von Ried angeworben, das jedoch krankheitsbedingt die Stelle nicht antreten kann. In der Not nimmt Reudnitz das Angebot der Hofdame der Herzogin, Theodora von Zimburg, gern an, die sich erbietet, solange als Ersatz für Frl. von Ried einzuspringen, bis die malade Mademoiselle geruht, wieder genesen zu sein. Der Kommerzienrat und sein Sohn sind mit Theodora entfernt verwandt, sozusagen Vetter soundsovielten Grades. Kordula versucht von Anbeginn, Theodora den Aufenthalt auf dem Gut zu vermiesen, mal gefällt er dieses, mal jenes nicht. Vielsagende Blicke und anzügliche Bemerkungen vergiften das Klima noch mehr. Doch die Hofdame der Herzogin hat viel zu gute Manieren, als dass sie sich dadurch aus der Reserve locken ließe.
Mit der kleinen Eva schließt sie rasch Freundschaft, und bald erwidert sie all die Liebe der vornehmen Gesellschafterin. Schließlich lernt sie ihren Vetter Graf Leo kennen, der einst vom Herzog für die Erziehung des herzoglichen Neffen Graf Willberg von Weißenfels auf dessen Schloss geholt wurde. Theodora und Leo verlieben sich augenblicklich ineinander, obwohl beide nicht von ihren verwandtschaftlichen Bindungen wissen. Man beschließt zusammenzukommen, doch zuvor muss noch der giftige, alte Drachen Kordula mittels Geisterspuk vom Amönenhof vertrieben werden. Einer Doppelhochzeit zwischen Theodora und Graf Leo einerseits sowie zwischen Eva und Graf Willberg andererseits steht nun nichts mehr im Wege.

## Produktionsnotizen
Der Amönenhof entstand wohl unmittelbar im Anschluss (Frühherbst 1919) an den achtteiligen Monumentalfilm Die Herrin der Welt, der vom selben Team hergestellt wurde. Der Streifen besaß vier Akte, verteilt auf 1340 Meter Länge, passierte im Oktober 1919 die Zensur und wurde am 20. Februar 1920 im Tauentzienpalast in Berlin erstaufgeführt. Vorhergehende Filmbesprechungen legen nahe, dass Der Amönenhof bereits Ende 1919 öffentlich gezeigt wurde. Am 12. April 1921 wurde nach einer Neuzensurierung eine längere Fassung von fünf Akten, verteilt auf 1733 Meter Länge, zugelassen.
Wie schon bei Kraffts Regie zur Herrin der Welt hatte Joe May auch bei diesem Film die künstlerische Oberleitung inne.

## Kritik
„Nach dem Roman von Eufemia Gräfin Ballerstrem bearbeitet, bietet das feinsinnige Sujet Gelegenheit, zu äußerst wirksamer Milieuschilderung, die durch das ausgezeichnete Spiel der Darsteller auch bis ins feinste gerät. Mia May sah man lange nicht in so reizvoller Schalkhaftigkeit wie hier, an der sie wirklich ihre herrlichste Saite erklingen läßt. Ihr Partner Willy Kayser sekundiert ihr mit großer Künstlerschaft und gibt dem Zusammenspiel volle Akkorde. Glänzend aber ist die mimische Schlacht, die Mia May mit Frieda Richards als Kordula von Genting auszukämpfen hat. Mit welcher Grazie und Nonchalance dies ausgeführt wird, ist eine Sehenswürdigkeit für sich. (…) Die Harmlosigkeit des Sujets ist zugleich die beste Empfehlung des Stückes, das sich die Herzen des Publikums im Sturme erobern wird. Technisch ist alles angewendet worden, um einen vollen Erfolg zu erzielen.“